# Rodger Bumpass
Rodger Bumpass (Little Rock, 20 novembre 1951) è un attore e doppiatore statunitense.

## Biografia
Dopo aver frequentato la Little Rock Central High School terminò gli studi all'università di stato dell'Arkansas. Formatosi come attore teatrale effettuò piccoli lavori alla radio, i più importanti lo videro legato alla KAIT-TV Come attore interpretò molti ruoli in film televisivi e qualche pellicola apparsa nei cinema. A seguito di un delicato intervento avuto il 6 agosto 2006 sostenuto a Los Angeles, venne data la falsa notizia della sua morte che circolò su internet, anche Internet Movie Data Base (IMDB) diede risalto all'errore.
Inoltre nel 1980 ha creato il personaggio di Fartman, ripreso e reso celebre poi da Howard Stern.

## Filmografia
- 1997: Fuga da New York, 1981
- L'uomo in fuga, (il film del 1987)

## Doppiaggio

### Serie animate e film
- SpongeBob SquarePants - Squiddi Tentacolo
- The Real Ghostbusters - Louis Tully
- CatDog  - Pig
- Tarzan - Scimmie
- Toy Story - Lenny
- A Bug's Life - Mosche
- Due fantagenitori - Jorgen Von Strangle
- Invader Zim - Professor Membrane
- Sesame street - Bert